# Marko Spittka

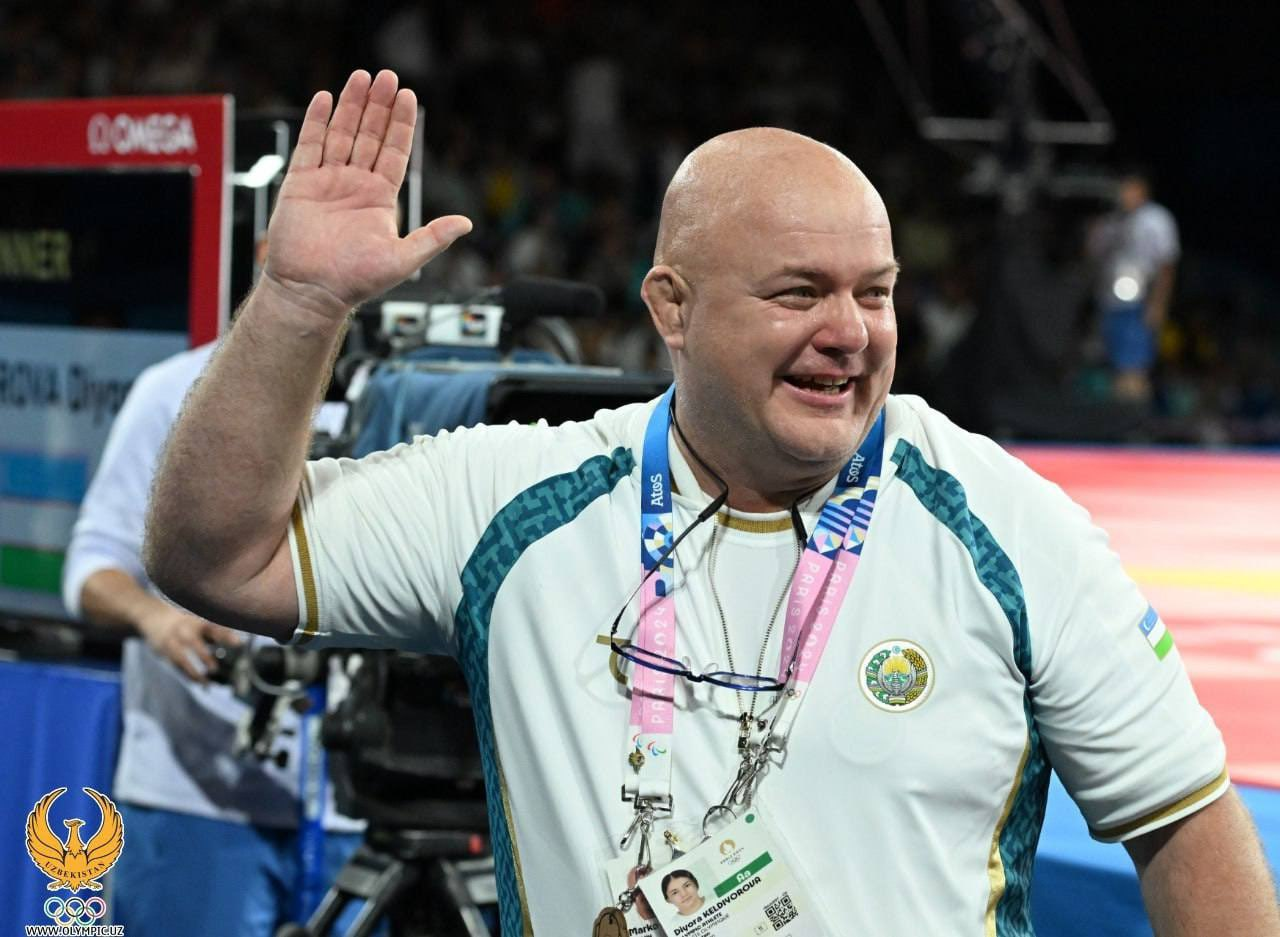
Marko Spittka, 2024

Marko Spittka (* 22. April 1971 in Dresden) ist ein deutscher Judoka, der 1996 eine olympische Bronzemedaille gewann.
Nachdem er unter dem DJV-Nachwuchstrainer Detlef Ultsch bei der Junioreneuropameisterschaft 1989 Silber in der Klasse bis 78 Kilogramm gewonnen hatte, siegte er im März 1990 bei der Juniorenweltmeisterschaft und im November 1990 bei der Junioreneuropameisterschaft. Trat er im März noch für die Deutsche Demokratische Republik an, so startete er ab Oktober 1990 für das wiedervereinigte Deutschland. Im Februar 1991 siegte er in Paris erstmals bei einem Weltcup-Turnier. 1992 gewann Spittka seinen ersten Deutschen Meistertitel. Bei der Europameisterschaft in Paris siegte er und belegte bei der Militärweltmeisterschaft den zweiten Platz. Bei der Militärweltmeisterschaft trat Spittka erstmals in der Gewichtsklasse bis 86 Kilogramm an, aber erst ab September 1993 startete er ständig in der schwereren Klasse. 1994 erreichte er bei der Teamweltmeisterschaft in Paris das Finale in seiner Gewichtsklasse und verlor dann gegen den Franzosen Vincenzo Carabetta. Einen Monat später gewann er mit der deutschen Mannschaft bei der Mannschaftseuropameisterschaft in Den Haag den Titel.
1995 gewann Spittka seinen ersten Deutschen Meistertitel in der Klasse bis 86 Kilogramm, den er 1996 und 1997 erfolgreich verteidigen konnte. Bei den Olympischen Spielen 1996 in Atlanta verlor Spittka erst im Halbfinale gegen den späteren Olympiasieger Jeon Ki-young aus Südkorea, in der Hoffnungsrunde sicherte sich Spittka die Bronzemedaille. Für diesen Erfolg wurde er – wie alle Gewinner Olympischer Medaillen – vom Bundespräsidenten mit dem Silbernen Lorbeerblatt belohnt.
Ein Jahr später traf Spittka im Finale der Weltmeisterschaft in Paris erneut auf den Südkoreaner und verlor abermals. 1998 wurde die Gewichtsklasse bis 86 Kilogramm durch die Gewichtsklasse bis 90 Kilogramm ersetzt, Spittka gewann die erste Deutsche Meisterschaft in dieser neuen Gewichtsklasse. Bei der Europameisterschaft in Oviedo erreichte er das Finale, wo er dem Niederländer Mark Huizinga unterlag. Dies war Spittkas letztes großes Finale. Zwei Jahre später trat er noch einmal bei den Olympischen Spielen 2000 in Sydney an, schied aber in der ersten Runde aus.
Marko Spittka gewann seine Meistertitel alle als Mitglied des Judo Club 90 aus Frankfurt (Oder). Gleichwohl gewann er 1996 und 1997 die deutsche Mannschaftsmeisterschaft mit dem TSV Abensberg und siegte mit Abensberg 1997 beim Europapokal.
Von Anfang 2013 bis Mitte 2019 war Marko Spittka Bundestrainer des Österreichischen Judoverbandes. Er trat damit die Nachfolge von Udo Quellmalz an.
Im Februar 2022 wurde er Sportdirektor des usbekischen Judoverbandes.
Er coacht u. a. Diyora Keldiyorova, welche 2024 in Paris Olympiasiegerin wurde. 
Seit Januar 2025 ist Spittka Deutscher Bundestrainer der Männer.

## Ehrung
- 1992: Sportler des Jahres von Brandenburg[9]
- 2025: Bester Frauen-Trainer der Welt 2024 (Internationale Judo Föderation)[10]